# Cirkus Moskva

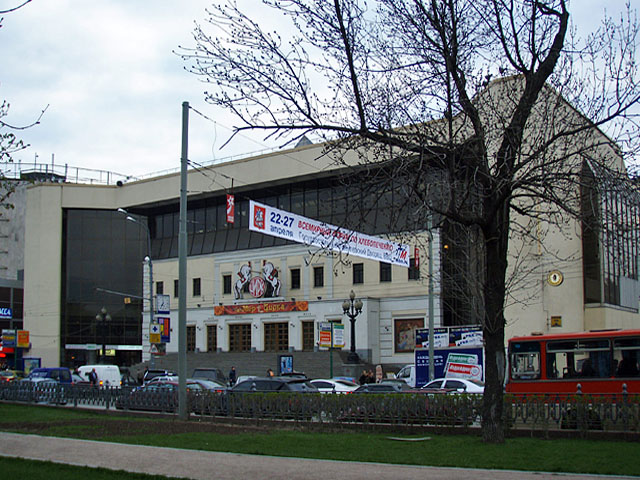
Cirkus Moskva

Cirkus Moskva som ligger på Tsvetnoj boulevard, var mellan 1926 och 1971 den enda cirkusen i Moskva. Idag är det fortfarande den mest populära cirkusen i staden. Den öppnade 20 oktober 1880 då den hette Salamonskij-cirkusen